# ميرزا كوكا

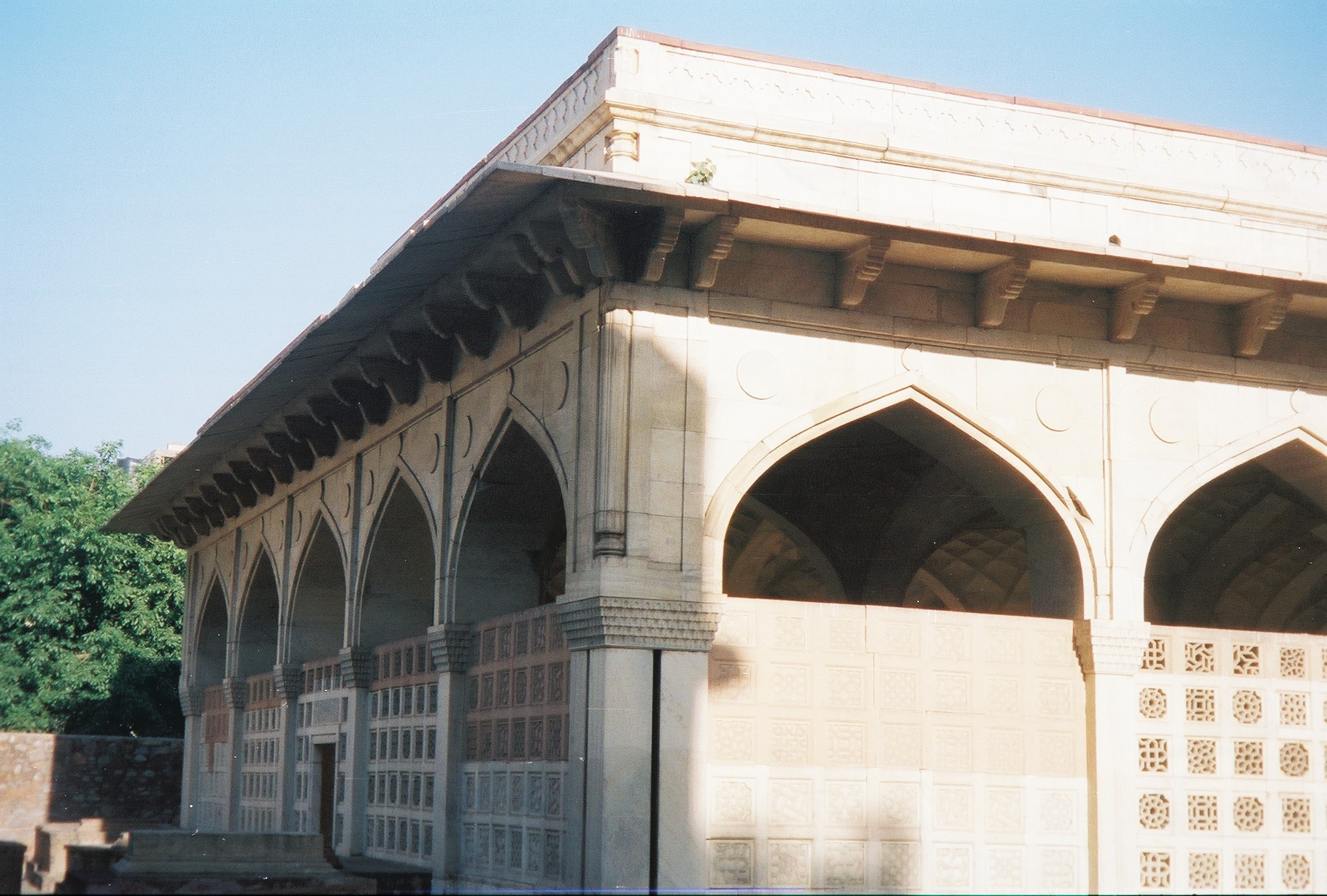
شاوساث خامبا، قبر عزيز كوكا

ميرزا عزيز كوكا ((بالفارسية: میرزا عزیز کوکه)؛ ق. 1542– ق. 1624)، المعروف أيضًا باسم کوکلتاش (بالفارسية: کوکلتاش) ولقبه الخان الاعظم ((بالفارسية: خان اعظم)، هو الأخ الأكبر لجلال الدين أكبر، الذي ظل أحد النبلاء البارزين في بلاط سلطانيّ مغول الهند أكبر وجهانجير. كما شغل منصب صوبة دار، حاكم صوبة (ولاية) كجرات.

## سيرة شخصية

### حياته الأولى
كان ابن شمس الدين أتاجا خان، رئيس وزراء أكبر، ومرضعة أكبر، جيجي أنجا، ومن هنا جاء لقبه التركي «كوكا» أو «الأخ بالتبني». قُتل أتاجا خان على يد أدهم خان، الابن الغيور لمهام أنجا، أحد ممرضات أكبر، في عام 1562. بعد ذلك، بنى عزيز كوكا قبر والده بجوار نظام الدين أولياء في دلهي في 1566-1567. من ناحية أخرى، تم إعدام أدهم خان بأوامر من أكبر.
بعد أن غزا أكبر ولاية كجرات، عين عزيز كوكا حاكمًا للمقاطعة الجديدة. في عام 1573، تمرد الكجراتيون وحاصروا عزيز كوكا في أحمد أباد. لكنه دافع عن المدينة حتى جاء جيش أكبر لإسعافه. في عام 1579، عين حاكم ولاية بهار وأمر بقمع تمرد في البنغال. ومع ذلك، لم يتخذ أي إجراء حتى العام التالي، عندما بدأ المتمردون في الاستيلاء على بهار أيضًا. كان مترددًا بالمثل عندما أُمر بالفتوحات في الدكن عام 1586.
كان أكبر متساهلاً جدًا مع عزيز كوكا، شقيقه بالتبني وزميله في اللعب في مرحلة الطفولة. ومع ذلك، لم يطيع عزيز كوكا إمبراطوره أكبر بسهولة. كان يعارض بشكل خاص قانون أكبر لوسم جميع الخيول، ولم يستطع قبول السجود في طقوس بلاط أكبر الجديدة. عندما تم استدعاء عزيز كوكا إلى بلاط القصر عام 1592، ذهب للحج إلى مكة بدلاً من ذلك. هناك أنفق الكثير من المال على الأعمال الصالحة لمدة عام ونصف، حتى غفر له أكبر، وأعاده إلى مناصبه.

### حياته في وقت لاحق
خلال فترة حكم جهانكير، فقد العديد من المناصب، حيث دعم مع راجا مان سينغ تمرد الابن الأكبر لجهانكير الأمير خسرو ميرزا، الذي كان اختيار أكبر لخليفته ورفعت رتبته فوق والده جهانكير من أكبر. تم سحق تمرد خسرو في عام 1606. أصيب بالعمى في البداية ثم سجن. رداً على ذلك، أخذ جهانجير الكثير من سلطاتهم ووبخهم في جهانكير نامة. كان عزيز كوكا مكرسًا كثيرًا لقضية خسرو لدرجة أنه تم تسجيله على أنه صرح مرارًا وتكرارًا:
في وقت لاحق من حياته، استعاد عزيز كوكا منصبه، لكن عشيرته لم تستطع أبدًا استعادة الرعاية الملكية، كما تمتعوا بها خلال حياة والده.
كانت إحدى بناته متزوجة من خسرو ميرزا. والابنة الأخرى، حبيبة بانو بيجوم، تزوجت من الابن الرابع لأكبر، الأمير المغولي سلطان مراد ميرزا في عام 1587؛ وأنجبا ولدان: رستم ميرزا (مواليد 1588) وعلم ميرزا (مواليد 1590). 
بنى قبره شاوساث كامبا، حرفيا 64 عمودًا، خلال 1623-1624، بالقرب من مجمع ضريح نظام الدين درقاعة (ضريح نظام الدين أولياء) في دلهي.

## ملحوظات
1. ↑  Lefèvre, Corinne. "ʿAzīz Koka, Mirzā ." Encyclopaedia of Islam, THREE. Edited by: Gudrun Krämer, Denis Matringe, John Nawas, Everett Rowson. Brill Online, 2013. Reference. 14 August 2013.
2. ↑  Kumkum Chatterjee؛ Clement Hawes (2008). Europe Observed: Multiple Gazes in Early Modern Encounters. Associated University Presse. ص. 52–. ISBN:978-0-8387-5694-2. مؤرشف من الأصل في 2019-11-12. اطلع عليه بتاريخ 2013-08-16.
3. ↑  Harbans Mukhia (2004). The Mughals of India. Wiley India Pvt. Limited. ص. 55–. ISBN:978-81-265-1877-7. مؤرشف من الأصل في 2022-04-07. اطلع عليه بتاريخ 2013-08-16.
4. ↑  Burton-Page, J.. "Mīrzā ʿAzīz “Kōka”." Encyclopaedia of Islam, Second Edition. Edited by: P. Bearman, Th. Bianquis, C.E. Bosworth, E. van Donzel, W.P. Heinrichs. Brill Online, 2013. Reference. 16 August 2013. نسخة محفوظة 2019-11-12 على موقع واي باك مشين.
5. ↑  Catherine B. Asher (24 سبتمبر 1992). Architecture of Mughal India. Cambridge University Press. ص. 43–. ISBN:978-0-521-26728-1. مؤرشف من الأصل في 2017-07-31. اطلع عليه بتاريخ 2013-08-15.
6. ↑  Nawwāb Ṣamṣāmuddaula Shāh Nawāz Khān and ‘Abdul Ḥayy: The Maāthir ul-Umarā, translated into English by H. Beveridge, revised, annotated and completed by Baini Prashad, Kolkata: Asiatic Society, 1941, rep. 2003, p. 319-334.
7. ↑  Khan، Mutamad (1969). Iqbalnama-I-Jahangiri.
8. ↑  ميرزا كوكا
9. ↑  "Mirza 'Aziz Kotaltash Tomb". ArchNet Digital Library. مؤرشف من الأصل في 2012-12-10. اطلع عليه بتاريخ 2013-08-15.

## فهرس
- Munis D. Faruqui (27 أغسطس 2012). The Princes of the Mughal Empire, 1504-1719. Cambridge University Press. ISBN:978-1-107-02217-1. مؤرشف من الأصل في 2023-05-22. اطلع عليه بتاريخ 2013-08-15.